# Rough n' Gentle
Rough n’ Gentle (stylizowany również na: ROUGH N' GENTLE) – dziewiąty album studyjny polskiego rapera Kukona. Wydawnictwo ukazało się 7 kwietnia 2022, nakładem wytwórni muzycznej Piękny Syf. Płyta została wydana po rocznej przerwie wydawniczej rapera.
Album utrzymywany jest w stylu muzyki hip-hop oraz pop-rap. Składa się z wersji standardowej (1 CD) oraz wersji deluxe (1 CD).
Album zadebiutował na 1. miejscu polskiej listy sprzedaży OLiS. Zdobył certyfikat podwójnej platynowej płyty w październiku 2023, sprzedając ponad 60 tys. kopii.
Na albumie gościnnie wystąpili: Louis Villain, Marcin Januszkiewicz, PRO8BL3M, Daria Zawiałow oraz Faustyna Maciejczuk.

## Promocja

### Single
Album Rough n' Gentle promowały łącznie trzy single.
Pierwszym z nich był utwór „Casting”, który wypuszczono na platformy streamingowe 26 stycznia 2022. Utwór osiągnął ponad 2 mln wyświetleń na platformie YouTube, natomiast w serwisie Spotify, osiągnął prawie 8 mln przesłuchań. Do utworu powstał teledysk wypuszczony na YouTube 27 stycznia 2022, został wyreżyserowany przez Mateusz Białeckiego, a za zdjęcia odpowiadał Marcin Gołąb. Singiel osiągnął status złotego singla, sprzedając 25 tys. kopii w czerwcu 2023.
Drugim singlem promującym album był „Prawniczka”, wypuszczony 21 lutego 2022. Utwór osiągnął znaczny sukces komercyjny, sprzedając się w ponad 50 tys. kopiach, dzięki czemu uzyskał certyfikat platynowego singla, dnia 17 kwietnia 2024. Do utworu powstał teledysk wypuszczony w dzień premiery singla na YouTube, został wyreżyserowany przez Mateusza Białeckiego, a autorem zdjęć był Marcin Gołąb. Singiel osiągnął na YouTube ponad 4 mln wyświetleń, natomiast na Spotify zdobył ponad 12 mln przesłuchań.
Trzecim i zarazem ostatnim singlem, który promował album był „Batman” nagrany w kolaboracji z piosenkarką – Darią Zawiałow. Został wydany na platformy streamingowe 27 marca 2022, na YouTube utwór zdobył ponad 1,5 mln wyświetleń, natomiast na Spotify ponad 7 mln przesłuchań. Do utworu powstał teledysk wypuszczony na YouTube 28 marca 2022. Za reżyserię odpowiedzialny był Nikodem Marek, a sceny kręcone były w Islandii.

## Lista utworów
Opracowano na podstawie materiału źródłowego.
| Rough n’ Gentle – Wersja standardowa | Rough n’ Gentle – Wersja standardowa         | Rough n’ Gentle – Wersja standardowa | Rough n’ Gentle – Wersja standardowa | Rough n’ Gentle – Wersja standardowa |
| Nr                                   | Tytuł utworu                                 | Słowa                                | Muzyka                               | Długość                              |
| ------------------------------------ | -------------------------------------------- | ------------------------------------ | ------------------------------------ | ------------------------------------ |
| 1.                                   | „4 am in Metawers”                           | Jakub Konopka                        | Kosmos                               | 2:40                                 |
| 2.                                   | „only&one”                                   | Konopka                              | SecretiveSuicide                     | 3:26                                 |
| 3.                                   | „Casting”                                    | Konopka                              | @atutowy                             | 2:55                                 |
| 4.                                   | „Tango Argentino”                            | Konopka                              | Faded Dollars                        | 2:53                                 |
| 5.                                   | „Nowy Dom”                                   | Konopka                              | @atutowy • Vez                       | 3:01                                 |
| 6.                                   | „35mm” (oraz Louis Villain)                  | Konopka • Louis Villain              | 707                                  | 3:47                                 |
| 7.                                   | „polish savages” (oraz Marcin Januszkiewicz) | Konopka • Marcin Januszkiewicz       | Kuba Więcek                          | 2:31                                 |
| 8.                                   | „HARD FLEX DRIVE” (oraz PRO8L3M)             | Konopka • Oskar83                    | Steez83                              | 2:40                                 |
| 9.                                   | „Prawniczka”                                 | Konopka                              | @atutowy                             | 3:16                                 |
| 10.                                  | „Czarne Subaru”                              | Konopka                              | Ka-Meal • SecretiveSuicide           | 2:57                                 |
| 11.                                  | „Funny GAMES”                                | Konopka • Monika Wydrzyńska          | Faded Dollars                        | 2:20                                 |
| 12.                                  | „Miss Pleasure”                              | Konopka                              | Da Vosk Docta                        | 2:40                                 |
| 13.                                  | „Batman” (oraz Daria Zawiałow)               | Konopka                              | RYSY                                 | 2:52                                 |
| 14.                                  | „Wyjedźmy do Oslo”                           | Konopka                              | Da Vosk Docta                        | 2:34                                 |
| 15.                                  | „Aesthetic”                                  | Konopka                              | Da Vosk Docta                        | 2:59                                 |
| 16.                                  | „Algorytm” (oraz Faustyna Maciejczuk)        | Konopka • Faustyna Maciejczuk        | Gory • Deadseraph                    | 3:24                                 |
| 17.                                  | „ELECTRA”                                    | Konopka                              | Zeppy Zep                            | 2:37                                 |
|                                      |                                              |                                      |                                      | 49:32                                |

| Rough n' Gentle – Wersja Deluxe | Rough n' Gentle – Wersja Deluxe              | Rough n' Gentle – Wersja Deluxe | Rough n' Gentle – Wersja Deluxe | Rough n' Gentle – Wersja Deluxe |
| Nr                              | Tytuł utworu                                 | Słowa                           | Muzyka                          | Długość                         |
| ------------------------------- | -------------------------------------------- | ------------------------------- | ------------------------------- | ------------------------------- |
| 1.                              | „4 am in Metawers”                           | Jakub Konopka                   | Kosmos                          | 2:40                            |
| 2.                              | „only&one”                                   | Konopka                         | SecretiveSuicide                | 3:26                            |
| 3.                              | „Casting”                                    | Konopka                         | @atutowy                        | 2:55                            |
| 4.                              | „Tango Argentino”                            | Konopka                         | Faded Dollars                   | 2:53                            |
| 5.                              | „Nowy Dom”                                   | Konopka                         | @atutowy • Vez                  | 3:01                            |
| 6.                              | „35mm” (oraz Louis Villain)                  | Konopka • Louis Villain         | 707                             | 3:47                            |
| 7.                              | „polish savages” (oraz Marcin Januszkiewicz) | Konopka • Marcin Januszkiewicz  | Kuba Więcek                     | 2:31                            |
| 8.                              | „HARD FLEX DRIVE” (oraz PRO8L3M)             | Konopka • Oskar83               | Steez83                         | 2:40                            |
| 9.                              | „Prawniczka”                                 | Konopka                         | @atutowy                        | 3:16                            |
| 10.                             | „Czarne Subaru”                              | Konopka                         | Ka-Meal • SecretiveSuicide      | 2:57                            |
| 11.                             | „Funny GAMES”                                | Konopka • Monika Wydrzyńska     | Faded Dollars                   | 2:20                            |
| 12.                             | „Miss Pleasure”                              | Konopka                         | Da Vosk Docta                   | 2:40                            |
| 13.                             | „Batman” (oraz Daria Zawiałow)               | Konopka                         | RYSY                            | 2:52                            |
| 14.                             | „Wyjedźmy do Oslo”                           | Konopka                         | Da Vosk Docta                   | 2:34                            |
| 15.                             | „Aesthetic”                                  | Konopka                         | Da Vosk Docta                   | 2:59                            |
| 16.                             | „Algorytm” (oraz Faustyna Maciejczuk)        | Konopka • Faustyna Maciejczuk   | Gory • Deadseraph               | 3:24                            |
| 17.                             | „ELECTRA”                                    | Konopka                         | Zeppy Zep                       | 2:37                            |
| 18.                             | „CHAMY” (oraz Lex Clockwork)                 | Konopka                         | Kosmos                          | 2:54                            |
| 19.                             | „MIDDLE EAST FREESTYLE”                      |                                 |                                 | 1:55                            |
|                                 |                                              |                                 |                                 | 54:21                           |

### Sample
- Utwór "35mm" zawiera sample z utworu "Promienie", którego autorem jest zespół WWO oraz utworu "Świat" autorstwa Siwersa[20].

## Oprawa graficzna
Sesję zdjęciową do oprawy graficznej albumu wykonał fotograf Kamil Kotaryba, zaś jej reżyserem był Tomasz Mielec. Okładka edycji standardowej płyty przedstawia kobietę trzymającą w ustach miniaturową figurkę zielonego dinozaura. Inne zdjęcia z sesji, zamieszczone w dołączonej do albumu książeczce przedstawiają roznegliżowane kobiety uprawiające miękkie akty seksualne.

## Notowania
| Kraj   | Lista (2022–23) | Najwyższa pozycja |
| ------ | --------------- | ----------------- |
| Polska | OLiS – albumy   | 1                 |

| Kraj   | Lista (2022)             | Pozycja |
| ------ | ------------------------ | ------- |
| Polska | OLiS – albumy            | 40      |
| Polska | Lista (2023)             | Pozycja |
| Polska | OLiS – albumy            | 58      |
| Polska | OLiS – albumy w streamie | 22      |

## Certyfikaty i sprzedaż

### Album
| Kraj          | Certyfikat         | Sprzedaż | Data                 |
| ------------- | ------------------ | -------- | -------------------- |
| Polska (ZPAV) | 2× platynowa płyta | 60 000+  | 25 października 2023 |
| Polska (ZPAV) | platynowa płyta    | 30 000+  | 22 luty 2023         |
| Polska (ZPAV) | złota płyta        | 15 000+  | 6 sierpnia 2022      |

### Utwory
| Kraj          | Tytuł              | Certyfikat         | Sprzedaż | Data                 |
| ------------- | ------------------ | ------------------ | -------- | -------------------- |
| Polska (ZPAV) | „Nowy Dom”         | złota płyta        | 25 000+  | 6 listopada 2024     |
| Polska (ZPAV) | „Tango Argentino”  | złota płyta        | 25 000+  | 25 września 2024     |
| Polska (ZPAV) | „Miss Pleasure”    | 2× platynowa płyta | 100 000+ | 17 kwietnia 2024     |
| Polska (ZPAV) | „Miss Pleasure”    | platynowa płyta    | 50 000+  | 24 maja 2023         |
| Polska (ZPAV) | „Miss Pleasure”    | złota płyta        | 25 000+  | 23 listopada 2022    |
| Polska (ZPAV) | „Batman”           | złota płyta        | 25 000+  | 24 stycznia 2024     |
| Polska (ZPAV) | „Aesthetic”        | złota płyta        | 25 000+  | 20 grudnia 2023      |
| Polska (ZPAV) | „only&one”         | 2× platynowa płyta | 100 000+ | 20 grudnia 2023      |
| Polska (ZPAV) | „only&one”         | platynowa płyta    | 50 000+  | 24 maja 2023         |
| Polska (ZPAV) | „only&one”         | złota płyta        | 25 000+  | 19 października 2022 |
| Polska (ZPAV) | „HARD FLEX DRIVE”  | platynowa płyta    | 50 000+  | 2 sierpnia 2023      |
| Polska (ZPAV) | „HARD FLEX DRIVE”  | złota płyta        | 25 000+  | 19 października 2022 |
| Polska (ZPAV) | „4 Am In Metawers” | złota płyta        | 25 000+  | 19 kwietnia 2023     |
| Polska (ZPAV) | „Prawniczka”       | platynowa płyta    | 50 000+  | 17 kwietnia 2024     |
| Polska (ZPAV) | „Prawniczka”       | złota płyta        | 25 000+  | 7 września 2022      |